# Tả Sìn Thàng
Tả Sìn Thàng là một xã thuộc huyện Tủa Chùa, tỉnh Điện Biên, Việt Nam.

## Địa lý
Xã Tả Sìn Thàng có vị trí địa lý:
- Phía đông giáp xã Huổi Só
- Phía tây giáp tỉnh Lai Châu
- Phía nam giáp xã Lao Xả Phình và xã Tả Phìn
- Phía bắc giáp xã Sín Chải.

Xã Tả Sìn Thàng có diện tích 50,50 km², dân số năm 2022 là 4.390 người, mật độ dân số đạt 86 người/km².

## Hành chính
Xã Tả Sìn Thàng được chia thành 7 thôn: Háng Chơ, Háng Sùa, Làng Sản, Páo Tỉnh Làng 1, Páo Tỉnh Làng 2, Páo Tỉnh Làng 3, Tà Chinh, Tả Sìn Thàng.

## Lịch sử
Ngày 6 tháng 12 năm 2019, HĐND tỉnh Điện Biên ban hành Nghị quyết số 148/NQ-HĐND về việc thành lập thôn Làng Sảng trên cơ sở thôn Làng Sảng I và thôn Làng Sảng II.